# Лохристи
Лохристи (на нидерландски: Lochristi) е селище в Северна Белгия, окръг Гент на провинция Източна Фландрия. Населението му е около 22 300 души (2018).